# Cymbopetalum baillonii
Cymbopetalum baillonii R.E.Fr. – gatunek rośliny z rodziny flaszowcowatych (Annonaceae Juss.). Występuje naturalnie w Meksyku – w stanach Chiapas, Oaxaca, Puebla oraz Veracruz. 

## Morfologia
PokrójZimozielone drzewo dorastające do 4–20 m wysokości.
LiścieMają kształt od eliptycznego do podłużnego. Mierzą 3,1–25,5 cm długości oraz 2,3–8,1 cm szerokości. Nasada liścia jest klinowa. Liść na brzegu jest całobrzegi. Wierzchołek jest spiczasty. Ogonek liściowy jest nagi i dorasta do 3–7 mm długości.
KwiatyZebrane w pęczkach. Rozwijają się w kątach pędów. Działki kielicha mają owalny kształt i dorastają do 3–5 mm długości. Płatki mają kształt od owalnego do eliptycznego i osiągają do 12–23 mm długości. Kwiaty mają 19–36 słupków.
OwocePojedyncze, osadzone na szypułkach. Osiągają 21–38 mm długości.

## Biologia i ekologia
Rośnie w lasach. Występuje na wysokości do 700 m n.p.m.